# Hornoy-le-Bourg
 Hornoy-le-Bourg  es una comuna y población de Francia, en la región de Picardía, departamento de Somme, en el distrito de Amiens. Es la cabecera del cantón de su nombre.
Su población en el censo de 1999 era de 1.449 habitantes, incluyendo seis communes associées: Tronchoy (194 hab.), Orival (161 hab.), Lincheux-Hallivillers (153 hab.), Selincourt (91 hab.), Boisrault (64 hab.) y Gouy-l'Hôpital (40 hab.).
Está integrada en la Communauté de communes du Sud-Ouest Amiénois .

## Demografía
| 1588 | 1607 | 1503 | 1467 | 1448 | 1449 |
| Para los censos de 1962 a 1999 la población legal corresponde a la población sin duplicidades (Fuente: INSEE [Consultar]) |      |      |      |      |      |

- Datos: Q691014
- Multimedia: Hornoy-le-Bourg / Q691014

1. ↑  Worldpostalcodes.org, código postal n.º 80640.
2. ↑  INSEE, Datos de población para el año 2012 de Hornoy-le-Bourg (en francés).